# Färingsö landskommun
Färingsö landskommun var en tidigare kommun i Stockholms län.

## Administrativ historik
Kommunen bildades som så kallad storkommun i samband med kommunreformen 1952 genom sammanläggning av de tidigare kommunerna Färentuna, Hilleshög, Skå och Sånga. Kommunen ägde bestånd fram till 1971 då den gick upp i Ekerö kommun.
Kommunkoden var först 0224 (1952-1967), därefter ändrad till 0124 (1968-1970).

### Kyrklig tillhörighet
I kyrkligt hänseende tillhörde kommunen församlingarna Färentuna, Hilleshög, Skå och Sånga. Sedan 1992 utgör tidigare Färingsö landskommuns område Färingsö församling.

## Kommunvapen
Blasonering: Sköld, vågskuredelad av guld, vari en krenelerad röd borg med mittorn och två mindre sidotorn, och av svart.
Vapnet fastställdes 1960.
Kommunvapnet används idag inom Hemvärnet som kompanifana för Västerorts insatskompani.

## Geografi
Färingsö landskommun omfattade den 1 januari 1952 en areal av 81,48 km², varav 80,64 km² land. Efter nymätningar och arealberäkningar färdiga den 1 januari 1955 omfattade landskommunen den 1 januari 1961 en areal av 82,76 km², varav 82,16 km² land.

### Tätorter i kommunen 1960
I Färingsö landskommun fanns tätorten Stockby, som hade 377 invånare den 1 november 1960. Tätortsgraden i kommunen var då 12,0 procent.

## Politik

### Mandatfördelning i valen 1950-1966
| 17 | 9 | 7 | 2 |

| 33 |

|  | 17 | 7 | 7 | 3 |

| 32 |

|  | 17 | 8 | 5 | 4 |

| 33 |

|  | 17 | 7 | 6 | 4 |

| 31 |

|  | 14 | 8 | 6 |  | 5 |

| 31 |